# Hajime Isayama
Hajime Isayama (諫山 創, Isayama Hajime, Oyama te Oita, 29 augustus 1986) is een Japans mangaka. Zijn eerste reeks, Attack on Titan, is een van de meest verkochte manga aller tijden. In augustus 2018 waren er 76 miljoen volumes van in omloop.

## Carrière
Isayama werd geboren in Oyama te Oita. Tijdens zijn middelbareschoolcarrière begon hij deel te nemen aan mangawedstrijden. Na het middelbaar ging hij mangaontwerp studeren aan de Kunstafdeling van Kyushu Designer Gakuen. In 2006 nam hij deel aan Kodansha's Magazine Grand Prix. Een one-shot versie van Attack on Titan (Shingeki no Kyojin) won er een prijs. Op twintigjarige leeftijd verhuisde Isayama naar Tokio, waar hij in een internetcafé werkte terwijl hij naar een mangacarrière streefde.
Oorspronkelijk had Isayama zijn werk aangeboden aan Shueisha's Weekly Shonen Jump. Zij gaven hem de raad om zijn stijl en verhaallijn te veranderen om zo beter bij het magazine te passen. Hij weigerde, en besloot naar Kodansha's Weekly Shonen Magazine te trekken.
In 2008 nam Isayama deel aan de tachtigste Weekly Shonen Magazine Nieuwkomersprijs, waar zijn Heart Break One de Aanmoedingsprijs won. Een ander werk van hem, Orz, werd het jaar daarop genomineerd voor dezelfde wedstrijd.
In 2009 begon Isayama's eerste reeks, Attack on Titan, te lopen in het maandelijkse Bessatsu Shonen Magazine. Het won de shonen-prijs van de 35ste editie van de Kodansha Manga Prijs in 2011. Ook werd het werk genomineerd voor de vierde jaarlijkse Manga Taisho prijs en de zestiende jaarlijkse Tezuka Osamu Cultuurprijs. Attack on Titan inspireerde vijf spin-off mangareeksen, drie light novels, een anime, verscheidene visuele romans en andere computerspellen, en een tweedelige live-action film.
In november 2014 werd Isayama tot Ambassadeur van Toerisme van Hita benoemd door Hita's burgemeester Keisuke Harada.

## Oeuvre
- Attack on Titan (進撃の巨人, Shingeki no Kyojin, 2006, one-shot versie)
- Heart Break One (2008)
- Orz (2008)
- Attack on Titan (進撃の巨人, Shingeki no Kyojin, 2009–heden)
- Attack on Titan Inside (進撃の巨人 INSIDE 抗, Shingeki no Kyojin INSIDE Kou, 2013)
- Attack on Titan Outside (進撃の巨人 OUTSIDE 攻, Shingeki no Kyojin OUTSIDE Osamu, 2013)
- Attack on Avengers (2014) - Verhaal van Isayama. Tekeningen van Axel Alonso en Joe Quesada. Crossover met Marvel Comics, uitgegeven in Brutus en in de Colossal Edition Vol. 2 van Kodansha USA.
- The Killing Pawn (2014) - Tekeningen van Ryoji Minagawa.

## Prijzen
- 2006: Fine Work, Magazine Grand Prix voor Attack on Titan
- 2008: Aanmoedigingsprijs, 80ste Weekly Shonen Magazine Beginnersprijs voor Heart Break One
- 2008: Nominatie, 81ste Weekly Shonen Magazine Beginnersprijs voor orz
- 2011: Shonen categorie, 25ste Kodansha Manga Prijs voor Attack on Titan